# Laelioproctis
Laelioproctis is een geslacht van vlinders van de familie spinneruilen (Erebidae), uit de onderfamilie Lymantriinae.

## Soorten
- L. leucosphena Collenette, 1939
- L. taeniosoma Hering, 1926
- L. thysanota Collenette, 1960